# Міхаель Млинарич
Міхаель Млинарич (хорв. Mihael Mlinarić; нар. 16 червня 2000, Копривниця) — хорватський футболіст, нападник боснійського клубу «Сараєво».

## Клубна кар'єра
Народився 16 червня 2000 року в місті Копривниця. Вихованець футбольної школи клубу «Славен Белупо». Дорослу футбольну кар'єру розпочав 2019 року виступами за загребську команду «Кустошия», наступного сезону відіграв за інший загребський клуб «Дубрава».
У 2021 році захищав кольори словенської команди «Гориця» , взявши участь у 6 матчах чемпіонату, того ж року повернувся до клубу «Славен Белупо», де провів наступні два роки своєї кар'єри, за виключенням частини сезону 2022–23 років, які Міхаель на правах оренди провів у складі хорватської команди «Дугополє».
Своєю грою привернув увагу представників тренерського штабу клубу «Вележ», до складу якого приєднався 2023 року. Відіграв за команду з Задара наступні два сезони своєї ігрової кар'єри.
На початку червня 2025 року перейшов до клубу «Сараєво».

## Титули і досягнення
Індивідуальні
- Найкращий бомбардир чемпіонату Боснії і Герцоговини: 2024–25[2]